# Charles Emory Patton
Charles Emory Patton, född 5 juli 1859 i Curwensville, Pennsylvania, död 15 december 1937 i Chester County, Pennsylvania, var en amerikansk republikansk politiker. Han representerade delstaten Pennsylvanias 21:a distrikt i USA:s representanthus 1911–1915.
Patton utexaminerades 1878 från Dickinson Seminary (numera Lycoming College). Han var sedan verksam som företagare och bankdirektör i Pennsylvania.
Patton blev invald i representanthuset i kongressvalet 1910 och han omvaldes två år senare. Han ställde inte upp för omval i kongressvalet 1914. Han var delstatens jordbruksminister 1915–1920.
Patton avled 1937 och gravsattes på Oak Hill Cemetery i Curwensville.